# Кинг, Лаймон
Лаймон Кинг (англ. Leamon King; 13 февраля 1936, Туларе, Калифорния — 22 мая 2001, Делано, Калифорния) — американский спринтер, чемпион летних Олимпийских игр 1956 года в Мельбурне, мировой рекордсмен.

## Биография
Выпускник Калифорнийского университета в Беркли. 20 октября 1956 года в Онтэрио (штат Калифорния) он участвовал в установлении мирового рекорда, пробежав свой этап со временем 10,1 секунды, и повторил результат через неделю в Санта-Ане, Калифорния.
На Олимпиаде в Мельбурне Кинг участвовал в эстафете 4×100 метров вместе с Айрой Мерчисоном, Тейном Бейкером и Бобби Морроу. Сам Кинг бежал на втором этапе. Сборная США выиграла золотую медаль, опередив команды СССР и объединённую команду Германии, попутно установив мировой рекорд (39,5 с).
Уйдя из профессионального спорта, Кинг вернулся к своей работе школьным учителем в Делано (штат Калифорния). Он выступал в любительских соревнованиях в средней школе Делано, выходил в финал соревнований штата Калифорния в беге на 100 и 220 ярдов, один раз выиграв дистанцию 100 ярдов и дважды — 220 ярдов.